# Williams Hills
Die Williams Hills sind eine kompakte Hügelgruppe im westantarktischen Queen Elizabeth Land. Sie erstrecken sich in der Neptune Range der Pensacola Mountains über eine Länge von 16 km südlich des Childs-Gletschers und westlich des Roderick Valley.
Der United States Geological Survey kartierte die Hügel anhand eigener Vermessungen und Luftaufnahmen der United States Navy aus den Jahren von 1956 bis 1966. Das Advisory Committee on Antarctic Names benannte sie 1965 nach dem US-amerikanischen Geologen Paul Lincoln Williams (* 1932), der für den United States Geological Survey zwischen 1963 und 1964 in der Neptune Range tätig war.